# طاقة نوعية
الطاقة النوعية أو الطاقة الكتلية هي الطاقة لكل وحدة كتلة. يُطلق عليها أيضًا أحيانًا كثافة الطاقة الثقالية، والتي لا يجب الخلط بينها وبين كثافة الطاقة، والتي تُعرّف بأنها طاقة لكل وحدة حجم. يتم استخدامها لقياس، على سبيل المثال، الحرارة المخزنة وخصائص الديناميكا الحرارية الأخرى للمواد مثل الطاقة الداخلية المحددة، المحتوى الحراري المحدد، طاقة غيبس الحرة المحددة، وطاقة هلمهولتز الحرة المحددة. يمكن استخدامها أيضًا للطاقة الحركية أو الطاقة الكامنة للجسم. الطاقة النوعية هي خاصية مكثفة، في حين أن الطاقة والكتلة خصائص شمولية.
وحدة النظام الدولي لطاقة محددة هي الجول لكل كيلوغرام (J/kg). الوحدات الأخرى التي لا تزال قيد الاستخدام في بعض السياقات هي كيلو كالوري لكل جرام (Cal/g أو kcal/g)، معظمها في الموضوعات المتعلقة بالغذاء، واط ساعة لكل كيلوغرام في مجال البطاريات، والوحدة الإمبراطورية BTU لكل رطل (Btu/lb)، في بعض المجالات التقانية الهندسية والتطبيقية.
يرتبط مفهوم الطاقة المحددة بمفهوم الطاقة المولية في الكيمياء ولكنه يختلف عنها، أي الطاقة لكل مول من مادة ما، والتي تستخدم وحدات مثل الجول لكل مول، أو السعرات الحرارية الأقدم والتي لا تزال مستخدمة على نطاق واسع لكل مول.